# Heteroperipatus
Heteroperipatus is een geslacht van fluweelwormen (Onychophora). De soorten uit dit geslacht komen voor in het neotropische gebied.

## Voorkomen
Het verspreidingsgebied van het geslacht Heteroperipatus beslaat Midden-Amerika. 

## Soorten
Het geslacht omvat de volgende twee beschreven soorten:
- Heteroperipatus clarki (Dunn, 1943) - Panama
- Heteroperipatus engelhardi (Zilch, 1954) - El Salvador